# Монарх біяцький
Монарх біяцький (Symposiachrus brehmii) — вид горобцеподібних птахів родини монархових (Monarchidae). Ендемік Індонезії. Вид названий на честь німецького зоолога Альфреда Брема.

## Опис
Довжина птаха становить 17 см. Голова, горло, крила і центральні стернові пера чорні або темно-коричневі; груди, живіт, гузка і бокові стернові пера білі. На крилах білі плями.

## Поширення і екологія
Біяцькі монархи є ендеміками острова Біак. Вони живуть в тропічних лісах на висоті до 600 м.

## Збереження
МСОП класифікує цей вид як такий, що знаходиться під загрозою зникнення. За оцінками дослідників, популяція біяцьких монархів становить від 3500 до 15000 птахів. Їм загрожує знищення природного середовища.